# Mezinárodní letiště Uvda
Mezinárodní letiště Uvda (hebrejsky נמל התעופה עובדה‎, Nemal ha-te'ufa Uvda, arabsky مطار اوفـدا‎; IATA: VDA, ICAO: LLOV) je druhé izraelské mezinárodní letiště, nacházející se na jihu Izraele, přibližně 60 kilometrů severně od města Ejlat. Uvda byla původně postavena jako vojenské letiště poté, co se Izrael v roce 1980 v rámci egyptsko-izraelské mírové smlouvy stáhl ze Sinajského poloostrova a izraelské letectvo potřebovalo alternativní letiště k někdejší základně na Sinaji. Letiště je stále ve vlastnictví izraelského vojenského letectva, dočasně bylo však využíváno jako cíl řady komerčních letů do Ejlatu. Od 1. dubna 2019 byly všechny civilní lety přesunuty na nově otevřené Ramónovo mezinárodní letiště, které je umístěno blíže u města Ejlat.

## Historie

### Počátky
Letiště Uvda bylo postaveno Spojenými státy pro izraelské vojenské letectvo, jako náhrada za leteckou základnu Ecion (dnešní mezinárodní letiště Taba), a otevřeno bylo roku 1981. Izraelská správa letišť začala provozovat zdejší leteckou základnu o rok později, po podepsání mírové smlouvy s Egyptem. Do té doby mířily všechny charterové lety z Evropy na Ecion, který se však stal jedním ze tří letišť na Sinajském poloostrově, které byly v rámci dohod z Camp Davidu předány Egyptu. Na letišti Uvda byl dobudován civilní terminál a letiště začalo přijímat přímé charterové lety z Evropy.

### Současná historie
V roce 1988 bylo rozhodnuto, že mezinárodní lety, přepravující turisty do Ejlatu, budou namísto Ejlatu přistávat na zdejším letišti. To umožnilo přístup velkým letounům typu Boeing 747, pro které Ejlatské letiště svými parametry nedostačovalo. Od té doby směřuje většina mezinárodních letů do Ovdy, místo Ejlatu. Zdejší vzletové dráhy umožňují odbavení do jakékoli evropské destinace bez potřeby doplňování paliva.
V současnosti (2010) je letiště využíváno jak pro pravidelné domácí lety společností Israir, Arkia Israel Airlines a El Al, tak pro pravidelné charterové lety z celé Evropy. V roce 2005 letiště obsloužilo 82 479 mezinárodních cestujících.
Dne 1. ledna 2009 bylo letiště z rozhodnutí ministra dopravy, uzavřeno pro noční přistání, v důsledku zhoršeného stavu přistávacích drah. Jediným letištěm, které je schopno v noci přijímat velká letadla, je tak v současnosti (2009) Ben Gurionovo mezinárodní letiště.
Po otevření nového mezinárodního Ramónova letiště 31. března již letiště Uvda nadále nepřijímá žádné civilní lety.